# Троянди
Троя́нди — село в Україні, у Матвіївській сільській громаді Запорізького району Запорізької області. До 2020 року орган місцевого самоврядування — Купріянівська сільська рада. Населення станом на 1 січня 2007 року — 126 осіб. 

## Географія
Село Троянди розташоване на лівому березі річки Мокра Московка, вище за течією на за 5 км розташоване село Адріанівка, нижче за течією на відстані 1 км розташоване село Купріянівка, на протилежному березі — село Мала Купріянівка.
Відстань до Вільнянська становить 13 км, до обласного центра — 38 км. Найближча залізнична станція Вільнянськ (за 13 км від села).
Площа села — 22,9 га, кількість домогосподарств — 41.

## Історія
Село утворилося в 30-х роках ХІХ століття. Це підтверджують записи в метричних книгах Іллінської церкви села Наталівка, де записували відомості про народження, шлюби та смерті жителів сіл Наталівської волості, до якої також належало село Троянди, що на той час малу іншу назву — хутір (пізніше село) Богданівка (Богодарівка). Найраніша згадка про хутір Богданівка (паралельна назва — Богодарівка) датується 1832 роком. У метричній книзі за цей рік міститься запис про одруження богданівця Стефана Хомича Клюшника з жителькою села Наталівка Ликерою Яківною Гербиною. На той час Богданівкою володіли поміщик, колезький реєстратор Іван Юхимович Глоба та його родич Костянтин Глоба. 
Більшість селян Богданівки походили зі слободи Глобовщина (Полтавська губернія, Костянтиноградський повіт), де знаходилася частина маєтку Кочубеїв. У 1850 р. на хуторі Богданівка було всього 9 родин (22 особи), а в 1858 році налічувалося 5 дворів (21 особа). 
У 1917 році село входить до складу Української Народної Республіки. 
Внаслідок поразки Перших визвольних змагань село тривалий час було окуповане більшовицькими загарбниками.
Під час совєтської окупації в селі відбувалася примусова колективізація, частину селян було розкуркулено, відбувалися репресії. У 1932—1933 селяни пережили сталінський геноцид — Голодомор, а пізніше Голодомор 1946—1947 рр.
День села відзначається 23 вересня; саме в цей день 1943 року Червона армія звільнила село від німецько-нацистських окупантів. 
У 1964 році село отримало сучасну назву Троянди.
З 24 серпня 1991 року село входить до складу незалежної України.
12 червня 2020 року, відповідно до розпорядження Кабінету Міністрів України № 713-р «Про визначення адміністративних центрів та затвердження територій територіальних громад Запорізької області», село увійшло до складу Матвіївської сільської громади.
17 липня 2020 року, в результаті адміністративно-територіальної реформи та ліквідації Вільнянського району , село увійшло до складу Запорізького району.
10 листопада 2022 року, вранці, російські окупанти завдали ракетного удару із застосуванням ЗРК С-300 по агропідприємству села Троянди. В результаті обстрілу зазнали пошкодження господарські споруди та сільськогосподарська техніка.

## Пам'ятка
За 2 км на північний схід від села Троянди знаходиться братська могила вояків Червоної армії.